# Północ w ogrodzie dobra i zła
Północ w ogrodzie dobra i zła (Midnight in the Garden of Good and Evil)  – powieść Johna Berendta, znajdująca się na liście bestsellerów „The New York Times” przez 216 tygodni jako debiut z 1994 roku.
Książka opiera się na wydarzeniach, które rozegrały się w mieście Savannah w latach 80. XX wieku. Jednakże autor (w odróżnieniu od narratora) nie był ich naocznym świadkiem, przyjechał do tego miasto dopiero rok po samej zbrodni i pierwszej rozprawie, tak więc ich opis jest oparty na doniesieniach prasowych i opowiadaniach różnych ludzi (w tym oskarżonego). Sam autor w posłowiu zaznacza, że choć trzon opowiadania jest prawdziwy, jego bohaterowie i niektóre historie zostały lekko ubarwione.
Książka, oprócz pokazania, że sąd nie zawsze jest niezawisły i że dowodami często się manipuluje, pokazuje jaki wpływ na jednostkę ma społeczeństwo, w którym żyje. Ponadto pokazuje, że pomimo politycznej poprawności, uprzedzenia zawsze gdzieś pod powierzchnią (w tym wypadku nie tylko względem homoseksualistów, ale również względem Afroamerykanów) się czają i powodują wiele szkód. Przykład Chablis pokazuje, że te uprzedzenia niekoniecznie muszą być uprzedzeniami rasowymi.
Książka doczekała się ekranizacji pod tym samym tytułem (Północ w ogrodzie dobra i zła) w 1997 roku w reżyserii Clinta Eastwooda.

## Fabuła
W pierwszej części książki narrator opisuje, w jaki sposób trafił do konserwatywnego, rozrywkowego i urokliwego miasteczka, jakim jest Savannah. Opisuje poszczególne barwne postacie, które składają się na jego społeczność, skupiając się głównie na wyższych sferach, ich wzajemnych relacjach, obyczajach i wpływie, jaki mieli na wygląd miasta. Bardzo dużo uwagi przywiązuje do jego historii. Oprócz narratora, którym jest nowojorski pisarz John Kelso, poznajemy głównego bohatera, zabójcę Jima Williamsa – bogatego konserwatora zabytków w średnim wieku, który dorobił się na odnawianiu oraz na handlu zabytkowymi nieruchomościami, oraz jego ofiarę – Danny’ego Hansforda, niezrównoważonego, nadpobudliwego, młodego mężczyznę pracującego w zakładzie Williamsa i świadczącego dla niego (i nie tylko) usługi seksualne.
Poznajemy wraz z narratorem szereg barwnych postaci drugoplanowych, które odegrały mniejsze lub większe role w rozgrywającej się tragedii: Mandy Nichols – krążącą pomiędzy okolicznymi miastami piosenkarkę, która jest w trakcie załatwiania swojego rozwodu z pomocą swojego adwokata i kochanka Joego Odoma. On jednak nie kwapi się do złożenia pozwu rozwodowego, będąc zajętym ciągłymi utarczkami z prawem. Jest on dwukrotnym rozwodnikiem i kobieciarzem, prowadzącym kilka podejrzanych interesów (dwa zadłużone bary, praktykę adwokacką i otwarty dla turystów dom, w którym skądinąd cały dzień odbywa się impreza, której animatorem i pianistą jest sam Joe Odom. Autor przedstawia także bogatą i niegdyś piękną Serenę Dawes, spędzającą dnie całe na piciu drinków w swoim łóżku i wysługującą się swoim towarzyszem Lutherem Diggersem, będącym postrachem miasta jako ekscentryk chodzący z przyczepionymi na nitkach muchami latającymi wokół niego, posiadający truciznę mogącą zabić ludność całego miasta, jeśli dostałaby się ona do systemu wodociągów; Franka Devau występującego jako „Lady Chablis” – młodego, pogodnego i jawnego homoseksualistę i po trosze transseksualistę, zajmującego się występami w barach dla gejów. Wreszcie poznajemy też najbliższych sąsiadów Jima Williamsa: Emmę i Lee Adlerów, współzawodniczących z nim w kwestii renowacji starych dzielnic Savannah (Lee Adler zajmował się najpierw wykupowaniem starych domów z ramienia Klubu Historycznego i odsprzedawaniem ich bogatym ludziom pod renowacje, gdy zaś popadł z jego członkami w konflikt, zajął się restaurowaniem domów z biedniejszej dzielnicy dla Afroamerykanów, bez zmuszania ich do przeprowadzki), lecz mimo to zawsze obecnych na najważniejszym i najbardziej wyrafinowanym wydarzeniu roku – imprezie gwiazdkowej u Jima Williamsa.
Druga część książki rozpoczyna się doniesieniem prasowym o popełnionej przez Jima Williamsa zbrodni. Miał on w samoobronie o 3:00 nad ranem zastrzelić Danny’ego Hansforda, który uprzednio, po wywołaniu awantury, strzelał do niego, trzykrotnie chybiając. Dalszy ciąg książki opowiada o trzech kolejnych rozprawach, z których każda została unieważniona z powodu błędów (zamierzonych bądź nie) prokuratora. Wprowadzeni są kolejni bohaterowie: prokurator nieudacznik Spencer Lawton, pierwszy adwokat Williamsa, Bobby Lee Cook, i kolejny adwokat Sonny Seiler, który równie poważnie podchodzi do swojego zawodu, co do swojego buldoga Uda, (którejś z kolei) maskotki drużyny futbolowej Uniwersytetu Georgia, oraz Minerva, czarna kobieta zajmująca się voodoo i próbująca przejednać na korzyść Williamsa różne siły, zarówno dobre, jak i złe. Stąd bierze się tytuł książki – pół godziny przed północą, na cmentarzu można pozyskać sobie przychylność dobrych sił, zaś pół godziny po północy pomoc złych.
Ostatecznie w 10 lat po popełnionym czynie czwarta ława przysięgłych w mieście oddalonym o 150 mil, gdzie sprawa Williamsa nie była na ustach każdego, uniewinnia go, a wszelkie zarzuty i roszczenia matki poszkodowanego zostają oddalone. Williams niedługo cieszy się wolnością, bo w kilka miesięcy po ostatniej rozprawie umiera w tym samym miejscu, gdzie zginąłby dziesięć lat wcześniej, gdyby Danny nie chybił.